# Laura Gimmler
Laura Gimmler (* 5. Dezember 1993 in Oberstdorf) ist eine deutsche Skilangläuferin. Sie gehört seit 2014 dem Zoll-Ski-Team an.

## Werdegang
Gimmler gab im März 2011 in Rogla ihr Debüt im Alpencup, bei dem sie über 5 km klassisch auf Rang 28 kam. Bei den Junioren-Weltmeisterschaften 2012 in Erzurum wurde sie Vierte mit der deutschen Staffel und belegte Rang 14 im Skiathlon und Platz 26 im Sprint. Ein Jahr später gewann sie in Liberec bei den Junioren-Weltmeisterschaften Bronze mit der Staffel und wurde Fünfte im Sprint; zudem wurde sie 22. im Skiathlon. Im Dezember 2013 erreichte Gimmler beim Sprint in St. Ulrich am Pillersee mit Rang fünf ihr erstes Top-10-Resultat im Alpencup. Im Januar 2014 wurde sie in Chamonix erneut Fünfte im Sprint. Kurz darauf startete Gimmler bei den U23-Weltmeisterschaften im Fleimstal, bei denen sie die Platz 5 über 10 km klassisch, Rang 14 im Sprint und Platz 33 im Skiathlon erreichte. Im Februar 2014 belegte Gimmler beim Prolog des Alpencup-Etappenrennes in Campra Platz zwei, womit ihr die erste Podestplatzierung in der Serie gelang. Drei Wochen später wurde sie in Rogla Dritte im Sprint. Ebenfalls in der Saison wurde sie deutsche Meisterin im Sprint.
In der Saison 2014/15 erreichte Gimmler insgesamt neun Top-10-Platzierungen, wobei ihre besten Ergebnisse jeweils Platz drei beim Sprint in Oberwiesenthal und beim Prolog des Etappenrennens in Chamonix waren. Im Januar 2015 gab Gimmler bei der Tour de Ski ihr Debüt im Weltcup, wobei sie die ersten beiden Etappen außerhalb der Punkteränge beendete und zur dritten Etappen nicht mehr antrat. Im selben Monat belegte sie bei den deutschen Meisterschaften in Oberwiesenthal den dritten Platz im Sprint. Bei den U23-Weltmeisterschaften 2015 in Almaty wurde Gimmler Fünfte im Sprint, Zehnte im Skiathlon und belegte Platz 31 über 10 km Freistil. Zu Beginn der Saison 2015/16 erreichte Gimmler bei den ersten drei Rennen im Alpencup jeweils Top-Ten-Platzierungen, wobei sie beim Sprint in Hochfilzen als Zweite das Podium erreichte.
Im März 2018 wurde Gimmler bei den deutschen Skilanglaufmeisterschaften in Reit im Winkl zusammen mit Hanna Kolb Dritte im Teamsprint und Erste mit der Staffel.
In der Saison 2018/19 kam Gimmler im Weltcup 12-mal in die Punkteränge und errang damit den 45. Platz im Gesamtweltcup und den 26. Platz im Sprintweltcup. Dabei erreichte sie zwei Top-Zehn-Platzierungen und den 28. Platz beim Weltcupfinale in Québec. Beim Saisonhöhepunkt, den Nordischen Skiweltmeisterschaften 2019 in Seefeld in Tirol, lief sie auf den 20. Platz im Sprint, auf den 13. Rang über 10 km klassisch und auf den vierten Platz mit der Staffel. Ende März 2019 wurde sie bei den deutschen Skilanglaufmeisterschaften in Reit im Winkl deutsche Meisterin mit der Staffel von SC Oberstdorf. Nach Platz 41 beim Ruka Triple zu Beginn der Saison 2020/21, wurde sie bei den Nordischen Skiweltmeisterschaften 2021 in Oberstdorf jeweils Zehnte im Sprint und im 30-km-Massenstartrennen und Fünfte mit der Staffel. Zum Saisonende erreichte sie im Engadin mit dem vierten Platz im 10-km-Massenstartrennen ihr bisher bestes Einzelergebnis im Weltcup und errang damit den 42. Platz im Gesamtweltcup. In der Saison 2021/22 errang sie mit zwei Top-Zehn-Platzierungen den 37. Platz im Gesamtweltcup sowie den 22. Platz im Sprintweltcup. Beim Saisonhöhepunkt, den Olympischen Winterspielen 2022 in Peking belegte sie den 33. Platz über 10 km klassisch. Anfang April 2022 wurde sie deutsche Meisterin mit der Staffel.

## Erfolge

### Weltcupsiege im Team
| Nr. | Datum         | Ort   | Disziplin                        |
| --- | ------------- | ----- | -------------------------------- |
| 1.  | 22. März 2025 | Lahti | 6 × 1,5 km Teamsprint Freistil 1 |

### Siege bei Continental-Cup-Rennen
| Nr. | Datum            | Ort        | Disziplin                    | Serie    |
| --- | ---------------- | ---------- | ---------------------------- | -------- |
| 1.  | 7. Februar 2016  | Campra     | 10 km Verfolgung klassisch 1 | Alpencup |
| 2.  | 16. Februar 2018 | Zwiesel    | Sprint klassisch             | Alpencup |
| 3.  | 22. Januar 2022  | Oberstdorf | Sprint klassisch             | Alpencup |

## Teilnahmen an Weltmeisterschaften und Olympischen Winterspielen

### Olympische Spiele
- 2022 Peking: 33. Platz 10 km klassisch

### Nordische Skiweltmeisterschaften
- 2019 Seefeld in Tirol: 4. Platz Staffel, 13. Platz 10 km klassisch, 20. Platz Sprint Freistil
- 2021 Oberstdorf: 5. Platz Staffel, 10. Platz 30 km klassisch Massenstart, 10. Platz Sprint klassisch
- 2023 Planica: 2. Platz Staffel, 4. Platz Teamsprint Freistil, 11. Platz Sprint klassisch, 20. Platz 30 km klassisch Massenstart
- 2025 Trondheim: 6. Platz Teamsprint klassisch

## Statistik

### Weltcup-Platzierungen
Die Tabelle zeigt die erreichten Platzierungen im Einzelnen.
- 1.–3. Platz: Anzahl der Podiumsplatzierungen
- Top 10: Anzahl der Platzierungen unter den ersten zehn
- Punkteränge: Anzahl der Platzierungen innerhalb der Punkteränge
- Starts: Anzahl gelaufener Rennen in der jeweiligen Disziplin
- Hinweis: Bei den Distanzrennen erfolgt die Einordnung gemäß FIS.

| Platzierung               | Distanzrennen a | Distanzrennen a | Distanzrennen a | Distanzrennen a | Distanzrennen a | Skiathlon Verfolgung | Sprint | Etappen- rennen b | Gesamt | Team   | Team    |
| Platzierung               | ≤ 5 km          | ≤ 10 km         | ≤ 15 km         | ≤ 30 km         | > 30 km         | Skiathlon Verfolgung | Sprint | Etappen- rennen b | Gesamt | Sprint | Staffel |
| ------------------------- | --------------- | --------------- | --------------- | --------------- | --------------- | -------------------- | ------ | ----------------- | ------ | ------ | ------- |
| 1. Platz                  |                 |                 |                 |                 |                 |                      |        |                   |        | 1      |         |
| 2. Platz                  |                 |                 |                 |                 |                 |                      |        |                   |        |        | 1       |
| 3. Platz                  |                 |                 |                 |                 |                 |                      | 1      |                   | 1      | 3      |         |
| Top 10                    |                 | 1               |                 | 1               |                 |                      | 21     |                   | 23     | 14     | 5       |
| Punkteränge               |                 | 18              | 2               | 7               |                 | 8                    | 56     | 2                 | 93     | 14     | 5       |
| Starts                    | 1               | 33              | 2               | 7               |                 | 14                   | 74     | 4                 | 135    | 14     | 6       |
| Stand: Saisonende 2024/25 |                 |                 |                 |                 |                 |                      |        |                   |        |        |         |

### Weltcupwertungen
| Saison  | Gesamt | Gesamt | Distanz | Distanz | Sprint | Sprint |
| Saison  | Punkte | Platz  | Punkte  | Platz   | Punkte | Platz  |
| ------- | ------ | ------ | ------- | ------- | ------ | ------ |
| 2016/17 | 34     | 74.    | 8       | 79.     | 26     | 48.    |
| 2017/18 | 27     | 81.    | -       | -       | 27     | 51.    |
| 2018/19 | 152    | 45.    | 29      | 56.     | 117    | 26.    |
| 2019/20 | 57     | 62.    | 12      | 65.     | 45     | 41.    |
| 2020/21 | 106    | 42.    | 72      | 36.     | 34     | 37.    |
| 2021/22 | 139    | 37.    | 38      | 46.     | 101    | 22.    |
| 2022/23 | 1102   | 12.    | 235     | 38.     | 717    | 8.     |
| 2023/24 | 746    | 29.    | 217     | 36.     | 529    | 15.    |
| 2024/25 | 829    | 21.    | 104     | 61.     | 593    | 5.     |